# Torrubia (släkte)
Torrubia är ett släkte av underblomsväxter. Torrubia ingår i familjen underblomsväxter.

## Dottertaxa tillTorrubia, i alfabetisk ordning[1]
- Torrubia asperula
- Torrubia brevipetiolata
- Torrubia broadwayana
- Torrubia cacerensis
- Torrubia cafferiana
- Torrubia coriifolia
- Torrubia cuspidata
- Torrubia discolor
- Torrubia domingensis
- Torrubia eggersiana
- Torrubia ferruginea
- Torrubia floribunda
- Torrubia fragrans
- Torrubia harrisiana
- Torrubia hassleriana
- Torrubia hoehnei
- Torrubia linearibracteata
- Torrubia loefgrenii
- Torrubia longifolia
- Torrubia microphylla
- Torrubia nitida
- Torrubia obtusata
- Torrubia obtusiloba
- Torrubia olfersiana
- Torrubia pacurero
- Torrubia pernambucensis
- Torrubia pubescens
- Torrubia riedeliana
- Torrubia rotundata
- Torrubia rufescens
- Torrubia suborbiculata
- Torrubia warmingii